# Catéchisme de Pie X
Pour les articles homonymes, voir Catéchisme (homonymie).

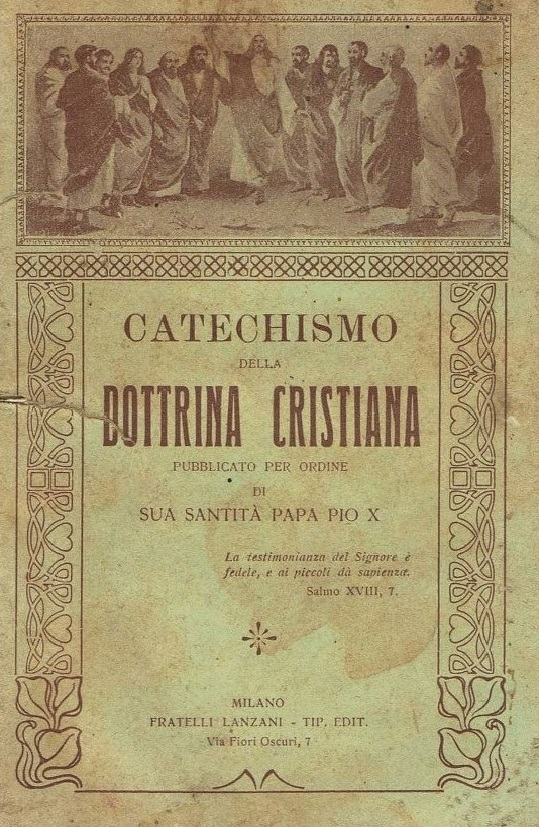
Édition italienne du catéchisme de Pie X de 1913.

Le catéchisme de Pie X, usuellement appelé catéchisme de saint Pie X, est un catéchisme publié lors du pontificat du pape Pie X en 1905, puis en 1912 dans une édition plus abrégée.

## Histoire

### Origine
En 1905, Pie X fait publier un catéchisme prescrit aux diocèses de la province ecclésiastique de Rome, publié l'année suivante en français sous le nom « Catéchisme de Rome ou Abrégé de la doctrine chrétienne ». Il contient notamment un petit catéchisme, ainsi qu'un grand catéchisme en 1024 questions.
En 1912, il prescrit aux diocèses de la même province ecclésiastique un nouveau catéchisme, plus abrégé que le Grand catéchisme de 1905 pour être plus facilement enseigné. Il est publié l'année suivante en français sous le nom « Catéchisme de la doctrine chrétienne ». Il contenant principalement un grand catéchisme en 433 questions.

### Après Vatican II
En avril 2003, le cardinal Ratzinger, futur Benoît XVI, déclare au sujet de la valeur du catéchisme de saint Pie X :

« La foi est, comme telle, toujours la même et le Catéchisme de saint Pie X garde donc toujours la même valeur. Ce qui peut changer, en revanche, c’est la façon de transmettre les contenus de la foi. Il est donc naturel de se demander si le Catéchisme de saint Pie X peut, de ce point de vue, être considéré comme valide aujourd’hui. Je crois que le Précis que nous sommes en train de préparer est mieux adapté aux exigences d’aujourd’hui. Mais cela n’exclut pas qu’il puisse y avoir des personnes ou des groupes de personnes qui se sentent plus à l’aise avec le Catéchisme de saint Pie X. Il ne faut pas oublier que ce Catéchisme dérivait d’un texte qui avait été préparé par le Pape lui-même, lorsqu’il était évêque de Mantoue. Ce texte est le produit de l’expérience catéchistique personnelle de Giuseppe Sarto et se caractérise par la simplicité de son exposition et la profondeur de son contenu. C’est pour cette raison aussi que le Catéchisme de saint Pie X pourra avoir, dans l’avenir aussi, des amis. »

Lors de l'audience générale du 18 août 2010, Benoît XVI déclare au sujet de Pie X et de ce catéchisme :

« Depuis les années où il était curé, il avait rédigé lui-même un catéchisme et au cours de son épiscopat à Mantoue, il avait travaillé afin que l’on parvienne à un catéchisme unique, sinon universel, tout au moins italien. En authentique pasteur, il avait compris que la situation de l’époque, notamment en raison du phénomène de l’émigration, rendait nécessaire un catéchisme auquel chaque fidèle puisse se référer indépendamment du lieu et des circonstances de vie. En tant que Souverain Pontife, il prépara un texte de doctrine chrétienne pour le diocèse de Rome, qui fut diffusé par la suite dans toute l’Italie et le monde. Ce catéchisme appelé «de Pie X» a été pour de nombreuses personnes un guide sûr pour apprendre les vérités de la foi en raison de son langage simple, clair et précis et de sa présentation concrète. »

## Éditions françaises principales du catéchisme de saint Pie X
- Catéchisme de Rome ou Abrégé de la Doctrine Chrétienne prescrit par S.S. le Pape Pie X aux diocèses de la province de Rome : Traduction française autorisée, Paris et Langres, P. Lethielleux (éditeur) et Martin-Berret (imprimeur), 1906, 440 p. (lire en ligne)Contenant : Premières Notions de Catéchisme (9 pp.). — Petit Catéchisme (63 pp.). — Grand Catéchisme (215 pp.). — Instructions sur les principales fêtes (59 pp.). — Petite histoire de la religion (63 pp.). — Principales prières (17 pp.).
- Catéchisme de la Doctrine Chrétienne publié par ordre de S.S. le Pape Pie X : traduit et édité en Français, Paris, Paul Féron-Vrau, 1913, 155 p. (lire en ligne)Contenant : Premières Formules et Prières (8 pp.). — Premières Notions de la Foi Chrétienne (4 pp.). — Catéchisme (en 433 questions en 95 pp.). — Prières (24 pp.).